# Jacek Wójcicki

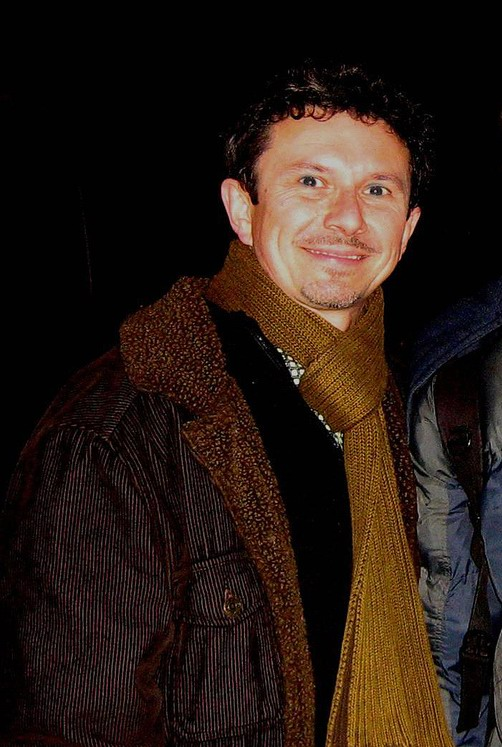
Jacek Wójcicki

Jacek Wójcicki (* 21. Januar 1960 in Krakau) ist ein polnischer Schauspieler, Sänger, Artist und Mitglied eines Kabaretts, das in der Piwnica pod Baranami auftritt. Er beendete seine Schauspielausbildung an der „Państwowa Wyższa Szkoła Teatralna“ (Staatliche Theaterhochschule) in Krakau.

## Preise und Auszeichnungen
Preise bei „Przegląd Piosenki Aktorskiej we Wrocławiu“ (1986) und „Krajowy Festiwal Polskiej Piosenki w Opolu“ (1987).

## Filmografie
- 1993: Schindlers Liste (Schindler's List)
- 1991: Die zwei Leben der Veronika (La double vie de Véronique)
- 1990: Korczak
- 1989: Ostatni dzwonek
- 1987: Das letzte Klingelzeichen (Opowieść Harleya)
- 1986: Klemens und Klementinchen (Klementynka i Klemens – gęsi z Doliny Młynów)
- 1985: Die Kinder vom Mühlental (Urwisy z Doliny Młynów)

## Lieder
- Konie apokalipsy
- Szpital na perypetiach – Lied im Abspann